# Santa Bárbara (Niterói)
 Coordenadas : minutos ou segundos > 60
Santa Bárbara é um bairro de classe média e classe baixa da Zona Norte de Niterói, na Região Metropolitana do Rio de Janeiro, no Estado do Rio de Janeiro. Sua semelhança com uma cidade do interior é o que mais chama atenção dos seus visitantes. Sua população representa 1,28% da população total de Niterói, cerca de 5.891 habitantes (IBGE 2000). Possui uma área de 1,92 km².

## História
Há cinquenta anos, era uma fazenda, denominada Juca Mateus, uma grande fazenda existente na região, que se estendia até o município de São Gonçalo. Posteriormente foi loteada e deu origem ao bairro de Santa Bárbara. Esta denominação relaciona-se a existência de antiga igreja cuja padroeira é Santa Bárbara. Com a criação e estabelecimento de novos limites em 1986, a igreja passa a não pertencer mais ao bairro, ficando no vizinho Novo México.
A fazenda, até a década de 1950, dedicava-se à pecuária extensiva. O esvaziamento desta atividade deu margem ao seu parcelamento e posterior loteamento. Com mais de 50% da superfície ocupada por morros, o início do seu desenvolvimento urbano deu-se na parte mais plana, próxima à Rodovia Amaral Peixoto, com a criação, no início dos anos 60, do loteamento Vila Maria. Este loteamento foi realizado sem nenhuma infra-estrutura sendo ocupado pela camada da população de menor poder aquisitivo. Atualmente nota-se uma ocupação desordenada das encostas, destacando-se neste processo o Morro da Paz.
Desastre que marcou o Bairro em 21/06/1991 a explosão da casa de fogos em frente a passarela as margens da RJ 104, aonde mais de 20 pessoas morreram , a casa estava cheia ,pois naquele fim de semana se comemorava Dia de São João , tradicional nas festas Juninas .

### História recente
Nas comemorações do Dia da Árvore, 21 de setembro de 2007, o Colégio David Capistrano, da Rede Estadual do Rio de Janeiro, localizado no bairro de Santa Bárbara, município de Niterói, recebeu o Selo Prima Carbono Neutralizado por toda a emissão de GEE gerada por suas atividades.
No feriado de 7 de setembro, alunos e professores plantaram 123 mudas de árvores nativas de mata atlântica às margens do Rio do Tempo, área de preservação permanente criteriosamente selecionada na Região do Sana, município de Casimiro de Abreu, estado do Rio de Janeiro.

## Educação
Santa Bárbara conta com:
- Casa da Criança (Creche Municipal);
- Escola Municipal Rachide da Glória Salim Saker (Escola do Ensino Fundamental 2)
- Escola Municipal Antonio Coutinho (Escola do Ensino Fundamental 1);
- Colégio Estadual David Capistrano (Escola de Ensino Médio), recentemente contemplada com o selo Prima Carbono Neutralizado.[4]

## Clima

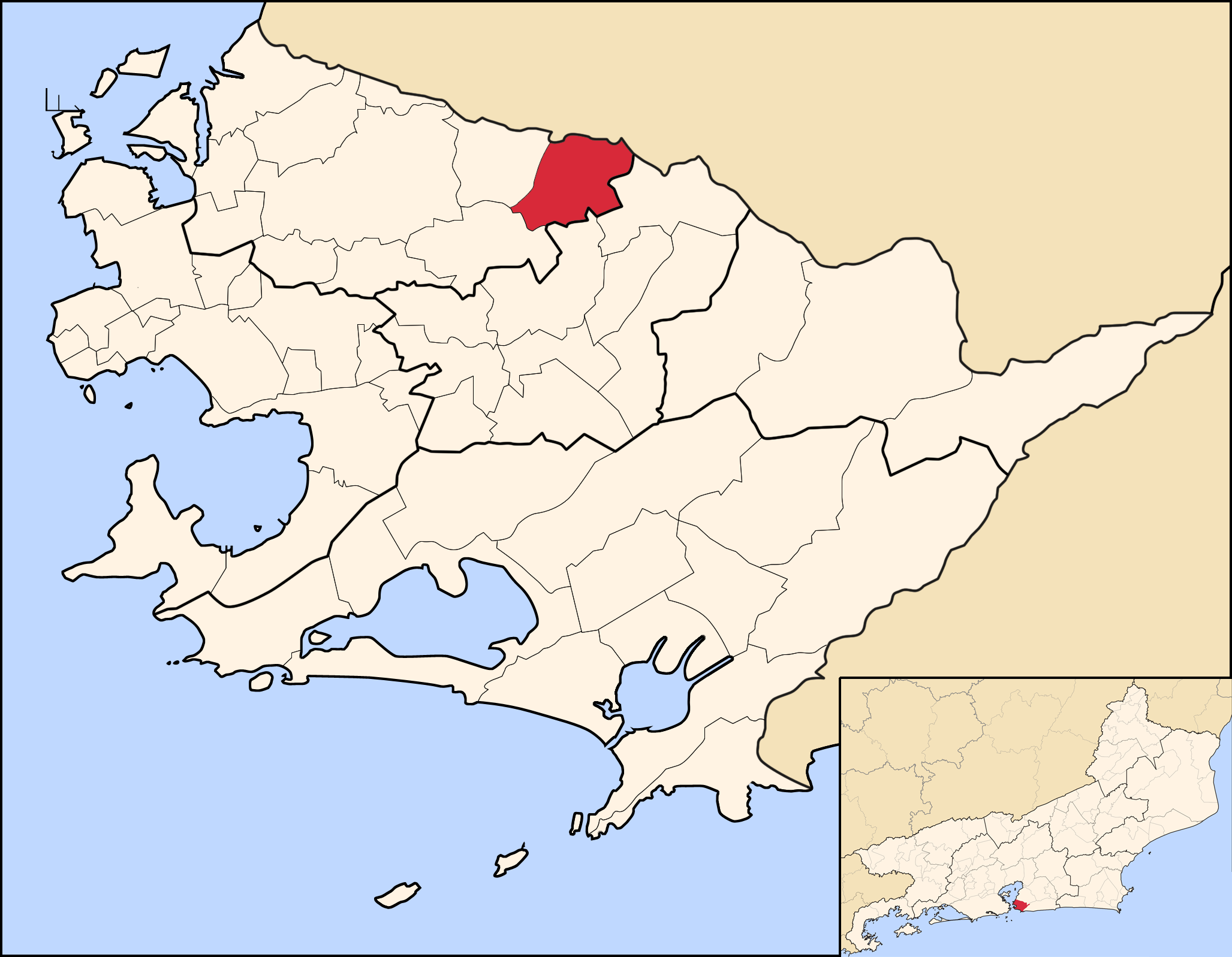
Localização do bairro de Santa Bárbara no município de Niterói.

O clima do bairro assim como o do município é Subtropical Úmido com verão quente, apresentando temperaturas mínimas entre 11 ºC a 20 ºC no inverno e máximas entre 30 ºC a 39 ºC no verão.
- No inverno, o avanço de massas polares podem causar quedas de temperatura, podendo ter mínimas absolutas de até 7º ou 9º C.
- No verão, A influência de massas tropicais e equatoriais determinam o clima quente e úmido desta época do ano, aumentando a ocorrência de tempestades que provocam pequenos alagamentos e deslizamentos.
- O outono é marcado por dias limpos de céus azuis e temperaturas frescas.
- A primavera é chuvosa, a temperatura não sobe muito.

A temperatura média anual é de 25 ºC, a média mínima do mês mais frio é de 12 ºC e a média máxima do mês mais quente 34 ºC. Sua localidade e suas formações rochosas, favorecem a permanência de temperatura.

## Cultura

### Religião
Nota-se diversas comunidades religiosas:
- Capela Imaculada Conceição;
- CENV12sb - Comunidade Evangélica Nova Vida,
- Evangélica MRV Ministério Restaurando Vidas, evangelismo apostólico;
- Evangélica Assembléias de Deus;
- Comunidade Evangélica  Ekklesia
- Evangélica Igreja Batista do Bairro de Santa Bárbara;
- Evangélica Ebenezer;
- Evangélica Plenitude;
- Evangélica Metodista Central em Santa Bárbara;
- Evangélica Peniel;
- Evangélica Universal;
- Evangélica Casa de Davi;
- Evangélica Deus é Fiel;
- Evangélica Deus é Amor;
- Evangélica Universal do Reino de Deus;
- Adventista do 7º dia;
- Grupo Espírita Amor e Luz;
- Casa de Oração e Missão Filadelfia;
- Centro Espírita Vovó Maria Conga de Agodô;
- Centro de Oportunidade e Cidadania Digital;
- Missão Americana (presta serviços a pessoas carentes).

### Eventos
A Associação de Moradores e Amigos de Santa Bárbara (AMASB) além de promover diversos eventos comunitários, organiza, gerência e corrige problemas ocorridos na região.
- Cultura na Praça: o projeto promove peças teatrais, shows de música popular e clássica, levando conhecimento de lazer aos moradores. O projeto Cultura na Praça é promovido pela Secretaria de Cultura de Niterói/Fundação de Arte de Niterói.

- Carnaval: não há no bairro agremiação carnavalesca, sendo o palco armado na praça central do bairro (Jorn. João Saldanha) utilizado para tocar marchinhas, e para apresentação de grupos de pagode e samba. O carnaval em Santa Bárbara, além de gerar lucros pra os estabelecimentos, gera lazer de divertimento ao moradores da região.

- Eventos Esportivos: o bairro conta com alguns pequenos times de futebol (Ex.: Nevada, etc.) criados por moradores da região e uma equipe de Le Parkour denominada Le Parkour Extreme SB, no local também residem campeões de full-contact, judô, e uma equipe de ciclismo.

- Dia do Trabalhador: o feriado de Dia do Trabalhador, 1º de maio, também é comemorado pelos habitantes de Santa Bárbara, com shows, apresentações teatrais e etc…

- Projeto Gugu: idosos encontram-se diariamente na Praça João Saldanha, para fazer exercícios e melhorar o seu estilo de vida.

## Economia
A Economia é baseada principalmente no comércio. O bairro apresenta uma gama de estabelecimentos comerciais (ex.: salões de beleza, lan houses, supermercados, loja de venda de automóveis, papelarias, loja de material de construção, vídeo locadoras, etc.). Existe perspectiva de investimentos no bairro com a vinda de um comércio mais especializado. A medida em que são alcançadas as prioridades estabelecidas entre a administração local e a população. Com a melhoria da infra-estrutura disponível, a tendência é de que o bairro se incorpore a outros espaços próximos, possibilitando uma reorganização urbana.